# Matrícula de Tributos

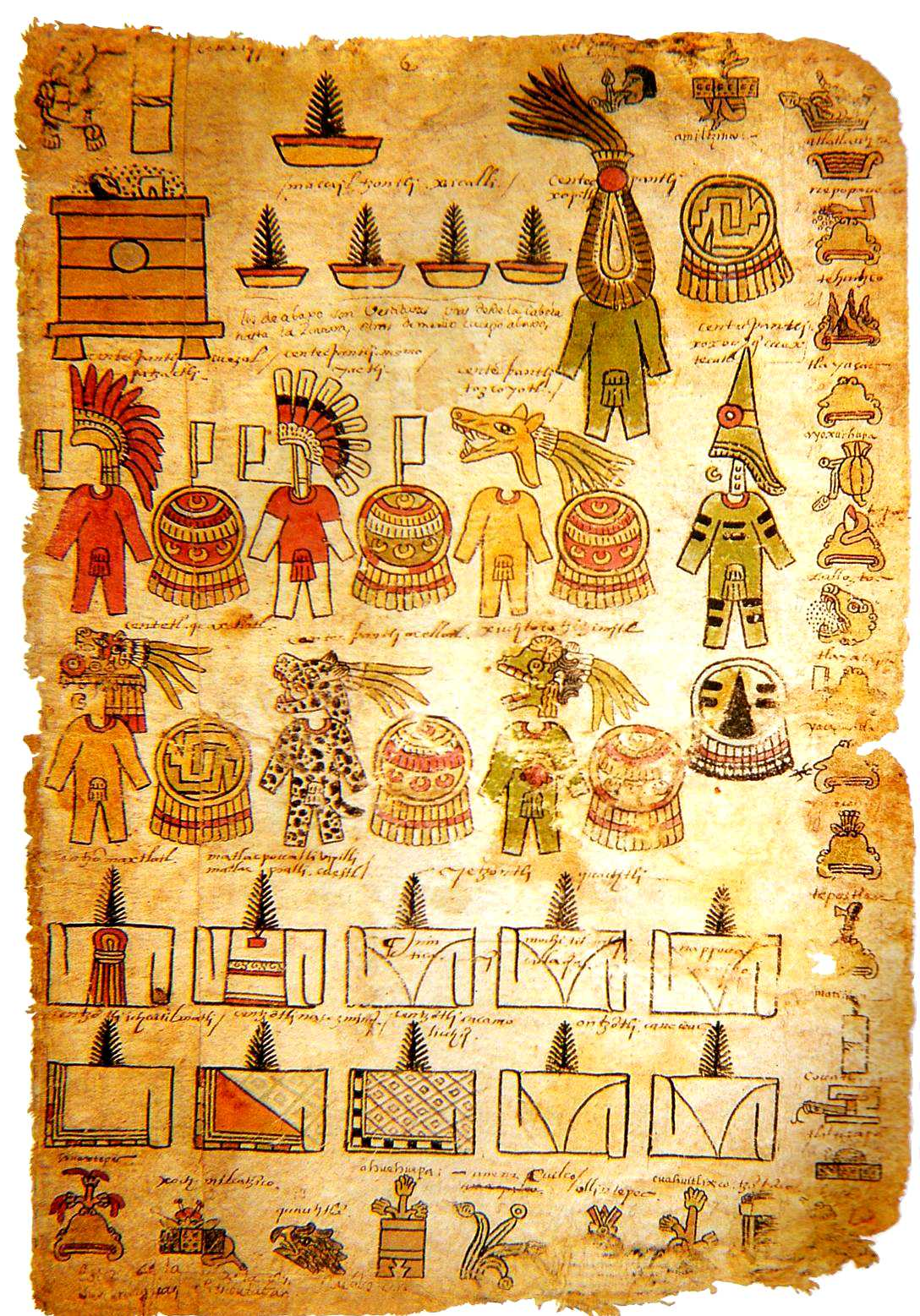

Matrícula de Tributos é um códice manuscrito do México central escrito em 16 folhas de papel amate, e que lista o tributo pago por diversos tributários do Império Asteca.
A Matrícula é a fonte para os tributos listados no Codex Mendoza.
Este documento foi elaborado entre 1520 e 1530, provavelmente a partir de um outro, copiado anos depois da conquista.  Foi pintado por escribas astecas, que usaram o formato pictórico antigo. Após ter sido pintado, um escriba adicionou descrições escritas em castelhano. Pela sua manufatura e características, foi provavelmente um anexo ao Codex Mendoza. Não está estruturado em forma de biombo, como os códices mesoamericanos, mas ao estilo de um livro ocidental página por página.
As suas origens podem ser vários códices originais copiados pelos tlacuilos (pintores de códices) mas alguma das suas partes pode ser obra original dos indígenas especialistas nesta atividade, onde registaram os tributos feitos ao Estado Asteca.
A Matrícula tem sido, desde o período neohispânico e até ao momento presente, uma fonte valiosa de dados sobre a escrita, as convenções toponímicas e a estrutura sócio-económica dos astecas. Mostra em cada uma das suas folhas os altepetl - tributos submetidos aos astecas, bem como os produtos e quantidades desses tributos.